# Moulin Cornell

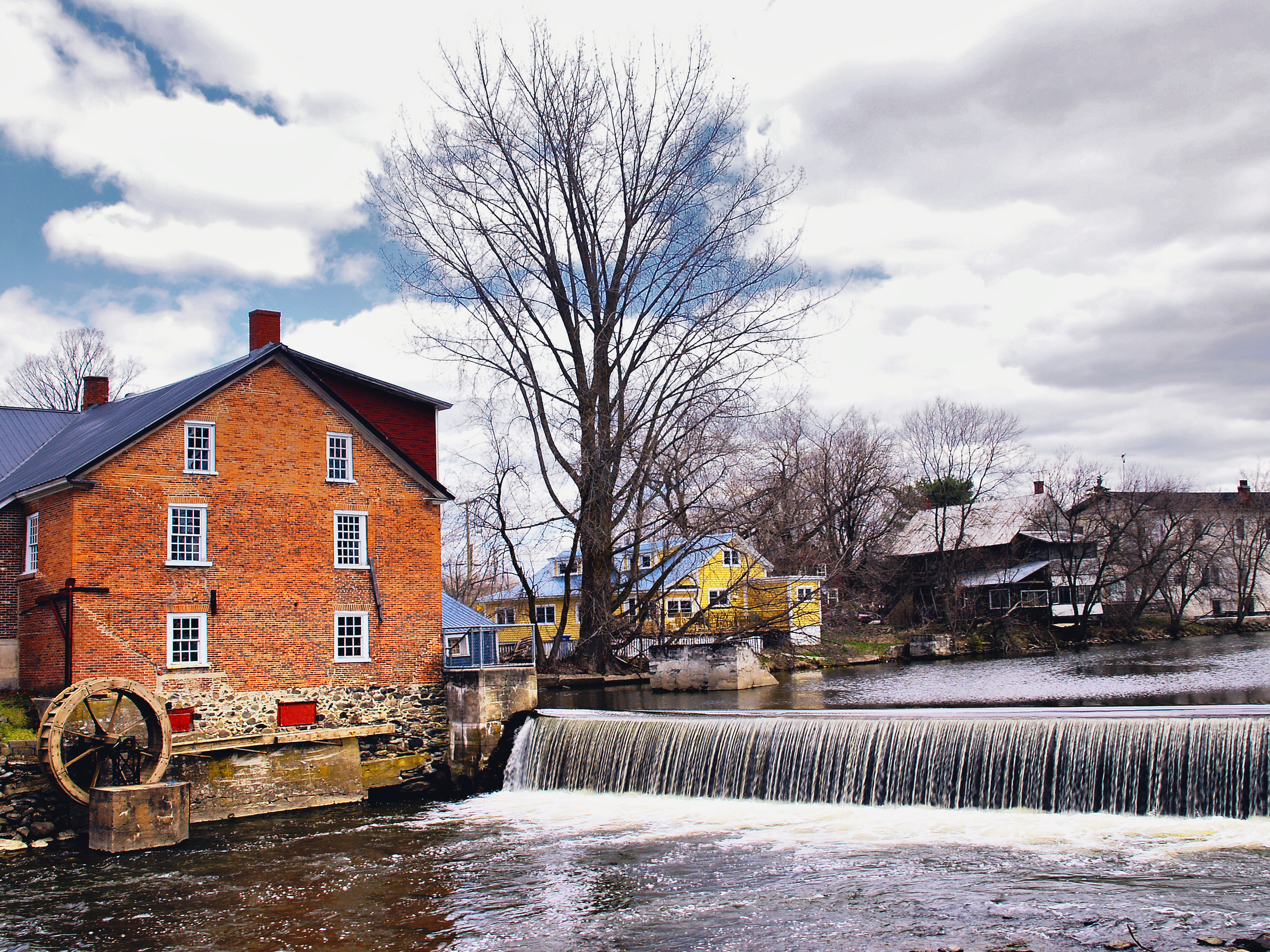
Moulin Cornell à Stanbridge East.

Le Moulin Cornell est un moulin à farine, un moulin à eau, situé à Stanbridge East en Montérégie, dans la région touristique des Cantons-de-l'Est. Construit en 1830 par un loyaliste d'origine allemande Zébulon Cornell, il est l'un des derniers moulins à eau du Québec au Canada. Il est le plus ancien des moulins encore existants dans les Cantons-de-l'Est. Il a cessé de moudre la farine en 1963. Il est occupé depuis 1964 par le Musée Missisquoi, propriété de la Société d'histoire de Missisquoi. En janvier 2010, le moulin Cornell illustra l'un des cinq timbres postaux consacrés aux moulins à farine.

## Identification
- Nom du bâtiment : Moulin à eau Cornell
- Cours d'eau : Rivières aux Brochets
- Adresse civique : 2, rue River
- Municipalité : Stanbridge East
- Propriété : Société d'histoire de Missisquoi

## Construction
- Date de construction : 1830
- Nom du constructeur : Zébulon Cornell
- Nom du propriétaire initial : Zébulon Cornell

## Chronologie
- Évolution du bâtiment :
  - 1914 : Construction par Matthew Cornell du barrage en ciment
- Propriétaires et meuniers :
  - La famille Cornell pendant trois générations
  - 1914 : Matthew Cornell
  - Depuis 1964 : Société d'histoire de Missisquoi
- Transformations majeures :
  - 1964 : Le moulin devient le Musée Missisquoi, inauguré le 17 juillet 1964. Il présente l'immigration des loyalistes et l'histoire du comté de Missisquoi, depuis le début de sa colonisation en 1794.

## Architecture
- Bâtiment en brique
- Trois étages
- La roue à godets[3], située à l'extérieur du moulin, est une reconstitution récente.
- Des éléments du mécanisme sont visibles au sous-sol.
- Le barrage en ciment a été construit en 1914 par Matthew Cornell pour remplacer celui qu'avait édifié son grand-père.

## Protection patrimoniale
- Aucune protection légale. Le moulin a été acquis par la Société d'histoire de Missisquoi pour être protégé.

## Mise en valeur
- Constat de mise en valeur : Le moulin est ouvert au public, il abrite les collections du Musée Missisquoi.
- Site d'origine : Oui
- Constat sommaire d'intégrité :
- Responsable : Société d'histoire de Missisquoi